# Distrikt Lamay
Der Distrikt Lamay liegt in der Provinz Calca in der Region Cusco in Südzentral-Peru. Der Distrikt wurde am 3. Januar 1952 gegründet. Er besitzt eine Fläche von 95,5 km². Beim Zensus 2017 wurden 5846 Einwohner gezählt. Im Jahr 1993 lag die Einwohnerzahl bei 5011, im Jahr 2007 bei 5359. Sitz der Distriktverwaltung ist die auf einer Höhe von 2934 m am rechten Flussufer des Río Urubamba gelegene Kleinstadt Lamay mit 2289 Einwohnern (Stand 2017). Lamay liegt knapp 6 km südsüdöstlich der Provinzhauptstadt Calca sowie 17 km nordnordöstlich der Regionshauptstadt Cusco.

## Geographische Lage
Der Distrikt Lamay liegt in den Anden im Südosten der Provinz Calca. Der Río Urubamba begrenzt den Distrikt im Südwesten.
Der Distrikt Lamay grenzt im Süden an den Distrikt Coya, im Westen und Nordwesten an den Distrikt Calca, im Nordosten an den Distrikt Colquepata (Provinz Paucartambo) sowie im Osten an den Distrikt Písac.